# Powys (graafschap)
Powys is een bestuurlijk graafschap en een ceremonieel behouden graafschap in het oosten en midden van Wales. Het graafschap telt 132.000 inwoners en is qua oppervlakte het grootste graafschap van Wales.

## Plaatsen
- Beulah
- Brecon
- Hay-on-Wye
- Knighton
- Llandrindod Wells (hoofdstad)
- Llanyre
- Presteigne
- Rhayader

## Rivier
- Wye (rivier)

Graafschappen: Anglesey · Carmarthenshire · Ceredigion · Denbighshire · Flintshire · Gwynedd · Monmouthshire · Pembrokeshire · Powys
County boroughs: Blaenau Gwent · Bridgend · Caerphilly · Conwy · Merthyr Tydfil · Neath Port Talbot · Rhondda Cynon Taf · Torfaen · Vale of Glamorgan · Wrexham
Steden: Cardiff · Newport · Swansea
Zie ook: behouden graafschappen (preserved counties) en de historische graafschappen